# کوهدورف
کوهدورف (به آلمانی: Kühdorf) یک شهر در آلمان است که در تورینگن واقع شده‌است. کوهدورف ۷۵ نفر جمعیت دارد.